# Engagement
『engagement』（エンゲージメント）は、河合奈保子の18作目のオリジナル・アルバム。1993年11月21日に日本コロムビアからリリースされた。

## 概要
帯コピー：愛は、せつなさとよろこびのつづれ織り
先行シングル「エンゲージ」とカップリング曲「言葉はいらない 〜beyond the words〜」を含むおよそ3年半ぶりのオリジナル・アルバム。その間河合はテレビドラマへの出演をメインに活動していたが、音楽をやりたいという気持はいつもあったという。本作は「20代後半から30代の女性の揺れる思い」をテーマとし、等身大の女性の日常、気持ちを素直に表現するというコンセプトで制作された。エンゲージメント＝″約束″、″契約″、″婚約″などの言葉を軸にコンセプトは河合自身が箇条書きでまとめ、作詞家の吉元由美と内容を広げていくという共同プロデュースの形が採られた。吉元の薦めで河合は作詞にも挑んでおり、全10曲収録のうち5曲の作詞・作曲は河合自身が手掛けている。
曲は中崎英也、和泉常寛、岸正之、MAYUMIらが書き下ろしたミディアムテンポの楽曲が多く収録されている。
本作は2007年12月19日にリリースされたアルバム・ボックス『NAOKO PREMIUM』ではDisc 18に収録され、2020年1月25日には、タワーレコード限定・紙ジャケット仕様で再発売された。
2025年3月現在、河合本人の歌声が収録された最後のオリジナル・アルバムとなっている。

## 収録曲

### CD
| #         | タイトル                                | 作詞       | 作曲       | 編曲      | 時間  |
| --------- | --------------------------------------- | ---------- | ---------- | --------- | ----- |
| 1.        | 「Traveling Life」                      | 吉元由美   | MAYUMI     | 清水信之  | 4:34  |
| 2.        | 「言葉はいらない 〜beyond the words〜」 | 河合奈保子 | 河合奈保子 | 清水信之  | 4:21  |
| 3.        | 「さよならを言えるまで」                | 吉元由美   | 中崎英也   | 西平彰    | 5:03  |
| 4.        | 「「愛してる」」                        | 河合奈保子 | 河合奈保子 | 西平彰    | 4:54  |
| 5.        | 「Wings of My Heart」                   | 河合奈保子 | 河合奈保子 | 西平彰    | 4:17  |
| 6.        | 「エンゲージ」                          | 吉元由美   | 岸正之     | 清水信之  | 5:21  |
| 7.        | 「愛がはじまるとき」                    | 吉元由美   | 和泉常寛   | 西平彰    | 3:50  |
| 8.        | 「三日月の草原」                        | 河合奈保子 | 河合奈保子 | 清水信之  | 4:04  |
| 9.        | 「最後のひとり旅」                      | 河合奈保子 | 河合奈保子 | 清水信之  | 4:48  |
| 10.       | 「FOR THE FRIENDS」                     | 吉元由美   | 岸正之     | 西平彰    | 4:06  |
| 合計時間: | 合計時間:                               | 合計時間:  | 合計時間:  | 合計時間: | 45:22 |

## 参加ミュージシャン
- 清水信之、西平彰、中西康晴 - Keyboards
- 田端元 - Manipulator
- 松原正樹、鈴川真樹、清水信之 - Guitar
- 数原晋 - Trumpet
- Jake H.Concepcion - Sax
- 比山貴咏史、木戸やすひろ、佐藤有香、河合夕子 - Chorus
- 篠崎正嗣グループ - Strings

## タイアップ
- 「Wings of My Heart」 - 映画「TSUSHIMA」（2025年）主題歌[6]

## 参考資料
- 『NAOKO PREMIUM』（解説:土屋信太郎）河合奈保子、日本コロムビア、2007年12月19日。COCP-34705。